# Ghiacciaio Bolton
Il ghiacciaio Bolton (in inglese Bolton Glacier) (65°01′S 62°58′W) è un ghiacciaio situato sulla costa di Danco, nella parte occidentale della Terra di Graham, in Antartide. Il ghiacciaio, il cui punto più alto si trova 482 m s.l.m., fluisce fino nel fiordo di Briand, nella baia Flandres.

## Storia
Il ghiacciaio Bolton è stato mappato per la prima volta nel 1959 dal British Antarctic Survey, che all'epoca si chiamava Falkland Islands Dependencies Survey, grazie a fotografie aeree scattate dalla la Hunting Aerosurveys Ltd nel 1956-57 ed è stato così battezzato nel 1960 dal Comitato britannico per i toponimi antartici in onore di William B. Bolton (1848-1889), il fotografo inglese che nel 1864, assieme a B. J. Sayce, inventò il procedimento fotografico detto "al collodio secco" che soppiantò quello al collodio umido.